# Beriberi
Beriberi är en sjukdom som beror på brist på vitaminet tiamin (B1), som ingår som ett viktigt kosubstrat i pyruvatdehydrogenaskomplexet. Det finns olika former av sjukdomen som kan drabba både spädbarn och vuxna. 
Beriberi är en av de klassiska vitaminbristsjukdomarna, och beskrevs i Kina redan 2.600 f. Kr. Sjukdomen kom dock att få en mycket vid spridning efter 1880, sedan polerat ris fått en allt större användning. Christiaan Eijkman var den som först förstod bakgrunden till sjukdomen.

## Riskindivider
- Barn som ammas om modern har dålig tiaminstatus
- Individer med kolhydratrik föda, främst ris
- Alkoholister
- Undernärda individer, där påfrestningar på kroppen som feber, graviditet eller amning kan ge bristsymptom
- Patienter under dialys med parenteral nutrition och med hög metabol omsättning

## Patofysiologi
Tiaminbristen leder till nedsatt metabolism av kolhydrater, vilket gör att cellerna drabbas av energibrist. Oavsett om personen får i sig tillräckligt med energi från maten kommer kroppen inte kunna använda den för att producera energi till cellerna.
Sjukdomsmekanismen bakom beriberi är att tiaminet ingår i ämnet tiaminpyrofosfat, som är ett viktigt kosubstrat i pyruvatdehydrogenaskomplexet. Detta enzymkomplex katalyserar omvandlingen av pyruvat till acetyl-CoA. Pyruvat är en nedbrytningsprodukt i metabolismen av glukos ur blodsockret. Nedbrytningen av glukos till pyruvat ger bara en liten mängd energi, största delen av energin från socker kommer när pyruvatet omvandlas till acetyl-CoA och går in i citronsyracykeln.
Vid beriberi drabbas inte erytrocyter (röda blodkroppar) lika hårt av tiaminbristen. Dessa har nämligen inga mitokondrier, som är platsen i cellerna där citronsyracykeln äger rum. I stället får röda blodkroppar sin energi genom anaerob metabolism. Vid anaerob metabolism omvandlas pyruvatet till laktat, det vill säga mjölksyra.

## Symtom
Tidiga symtom:
- nedsatt aptit
- försämrad koncentrationsförmåga
- trötthet
- irritabilitet

Senare symtom:
- viktminskning
- förstoppning
- störningar på nervsystemet

## Typer

### Beriberi hos spädbarn
Kardiovaskulär form: dödlig inom timmar om ej tiamin tillförs

### Beriberi hos vuxna
Förekommer vanligen i de två formerna torr (paralytisk) och våt (kardiovaskulär). Kan även uppträda som akut fulminant ("shoshin") .

### Cerebral typ (Wernicke–Korsakoff)
Drabbar kroniska alkoholister. I samspel med giftverkan av etanol och näringsbrist.

#### Wernickes syndrom
- Nystagmus
- Oftalmoplegi
- Ataxi
- Mental förvirring

#### Korsakoffs psykos
- Förlust av minnet, främst långtidsminnet
- Svårighet att skapa nya minnesbilder
- Initiativlöshet
- Insiktslöshet

## Behandling
Intravenös eller intramuskulär injektion av 50–100 mg tiamin per dag i 1–2 veckor, sedan 10 mg tiamin per dag tills symtomen har försvunnit. Förutom tiamin kan fettlösliga derivat ges, vilka absorberas effektivt i magen och tarmkanalen.
Vid våt beriberi ses förbättring efter 6–24 timmar. Vid torr beriberi krävs längre behandling. Symtom vid Wernickes syndrom viker gradvis efter en dag till veckor.
Förbättring av Korsakoffs psykos ses efter 1–3 månaders behandling. Bland patienter med Korsakoffs psykos bli 25 % helt återställda och 50 % delvis återställda.